# Marek Solarczyk
Marek Solarczyk (Wołomin, 13 aprile 1967) è un vescovo cattolico polacco, dal 4 gennaio 2021 vescovo di Radom.

## Biografia
Marek Solarczyk è nato il 13 aprile 1967 a Wołomin, voivodato di Varsavia (oggi voivodato della Masovia) ed arcidiocesi di Varsavia (oggi nella diocesi di Varsavia-Praga), nell'allora Repubblica Popolare di Polonia (oggi Repubblica di Polonia).
Ha ricevuto l'ordinazione sacerdotale il 28 maggio 1992, presso la Cattedrale di San Michele Arcangelo e San Floriano a Varsavia, per imposizione delle mani di Kazimierz Romaniuk, vescovo dell'appena eretta diocesi di Varsavia-Praga; si è incardinato, venticinquenne, come presbitero della medesima diocesi.

### Ministero episcopale
L'8 ottobre 2011 papa Benedetto XVI lo ha nominato, quarantaquattrenne, vescovo ausiliare di Varsavia-Praga, assegnandogli contestualmente la sede titolare di Hólar. Ha ricevuto la consacrazione episcopale il 19 novembre seguente, presso la Cattedrale di San Michele Arcangelo e San Floriano a Varsavia, per imposizione delle mani di Henryk Hoser, S.A.C., arcivescovo-vescovo di Varsavia-Praga, assistito dai co-consacranti Kazimierz Romaniuk, vescovo emerito di Varsavia-Praga e che già lo aveva ordinato sacerdote, e Sławoj Leszek Głódź, arcivescovo metropolita di Danzica. Come suo motto episcopale ha scelto Omnia possibilia credenti, che tradotto vuol dire "Tutto è possibile per chi crede" (Marco 9, 23).
Il 4 gennaio 2021 papa Francesco lo ha promosso, cinquantatreenne, 5º vescovo di Radom; è succeduto al settantacinquenne Henryk Marian Tomasik, dimissionario per raggiunti limiti d'età. Ha preso possesso della diocesi il successivo 8 gennaio.

## Genealogia episcopale
La genealogia episcopale è:
- Cardinale Scipione Rebiba
- Cardinale Giulio Antonio Santori
- Cardinale Girolamo Bernerio, O.P.
- Arcivescovo Galeazzo Sanvitale
- Cardinale Ludovico Ludovisi
- Cardinale Luigi Caetani
- Cardinale Ulderico Carpegna
- Cardinale Paluzzo Paluzzi Altieri degli Albertoni
- Papa Benedetto XIII
- Papa Benedetto XIV
- Papa Clemente XIII
- Cardinale Enrico Benedetto Stuart
- Papa Leone XII
- Cardinale Chiarissimo Falconieri Mellini
- Cardinale Camillo Di Pietro
- Cardinale Mieczysław Halka Ledóchowski
- Cardinale Jan Maurycy Paweł Puzyna de Kosielsko
- Arcivescovo Józef Bilczewski
- Arcivescovo Bolesław Twardowski
- Arcivescovo Eugeniusz Baziak
- Papa Giovanni Paolo II
- Cardinale Crescenzio Sepe
- Arcivescovo Henryk Hoser, S.A.C.
- Vescovo Marek Solarczyk